# 五室罗伞
五室罗伞（学名：Brassaiopsis pentalocula）是五加科罗伞属的植物，是中国的特有植物。分布于中国大陆的云南等地，生长于海拔1,300米至1,600米的地区，一般生于森林或灌丛中，目前尚未由人工引种栽培。

## 别名
五室柏那参（植物分类学报增刊）